# Coupe de Serbie de football 2010-2011
Navigation
Coupe de Serbie 2009-2010 Coupe de Serbie 2011-2012
La Coupe de Serbie 2010-2011 est la 5e édition de la coupe nationale serbe. Elle prend place entre le 1er septembre 2010 et le 11 mai 2011, date de la finale disputée au stade de l'Étoile rouge de Belgrade.
La compétition est remportée par le Partizan Belgrade, qui gagne son troisième titre aux dépens du Vojvodina Novi Sad.

## Format
Un total de 39 équipes prennent part à la compétition. Cela inclut les seize clubs de la première division serbe lors de la saison 2009-2010, ainsi que les dix-huit équipes du deuxième échelon. Les cinq derniers clubs participants sont les différents vainqueurs des coupes régionales de la saison 2009-2010, c'est-à-dire le Srem Jakovo (Belgrade), le Sinđelić Niš (Est), le Mokra Gora (Kosovo-Métochie), le Sloga Petrovac (Ouest) et le Donji Srem (Voïvodine).
La grande majorité des confrontations se jouent en un seul match à élimination directe. Les demi-finales sont la seule exception et sont quant à elles disputées en deux manches. À l'exception de la finale, aucune prolongation n'est par ailleurs disputée en cas d'égalité à l'issue du temps réglementaire, la rencontre étant alors directement décidée par une séance de tirs au but.
Le vainqueur de la coupe se qualifie pour le deuxième tour de qualification de la Ligue Europa 2011-2012. Si celui-ci est déjà qualifié pour une compétition européenne par un autre biais, cette place est réattribuée au finaliste. S'il est lui-même déjà qualifié, elle est alors reversée au championnat de première division.

## Tour préliminaire
Un tour préliminaire est disputé afin de réduire le nombre de participants à 32 dans la perspective des seizièmes de finale. Cette phase marque le début de la compétition et concerne les neuf derniers de la deuxième division 2009-2010 ainsi que les cinq vainqueurs des coupes régionales pour un total de 14 équipes et sept confrontations.
| Date               | Locaux              | Score             | Visiteurs            |
| ------------------ | ------------------- | ----------------- | -------------------- |
| 1er septembre 2010 | Srem Jakovo (D3)    | 1 - 0             | (D3) ČSK Čelarevo    |
| 1er septembre 2010 | Sloga Petrovac (D3) | 1 - 1 (5 - 3 tab) | (D2) FK Zemun        |
| 1er septembre 2010 | Sinđelić Niš (D2)   | 2 - 0             | (D2) Dinamo Vranje   |
| 1er septembre 2010 | Donji Srem (D3)     | 3 - 2             | (D2) Banat Zrenjanin |
| 1er septembre 2010 | Mokra Gora (D4)     | 1 - 1 (5 - 4 tab) | (D2) Mladost Lučani  |
| 1er septembre 2010 | Mladost Apatin (D3) | 3 - 2             | (D2) Radnički Sombor |
| 1er septembre 2010 | Sloga Kraljevo (D3) | 2 - 1             | (D3) Radnički Niš    |

## Seizièmes de finale
| Date              | Locaux                        | Score             | Visiteurs                     |
| ----------------- | ----------------------------- | ----------------- | ----------------------------- |
| 22 septembre 2010 | Borac Čačak (D1)              | 2 - 0             | (D1) FK Inđija                |
| 22 septembre 2010 | BSK Borča (D1)                | 1 - 1 (2 - 4 tab) | (D2) Srem Sremska Mitrovica   |
| 22 septembre 2010 | Hajduk Kula (D1)              | 0 - 0 (4 - 5 tab) | (D2) FK Kolubara              |
| 22 septembre 2010 | FK Jagodina (D1)              | 4 - 0             | (D2) Bežanija Novi Belgrade   |
| 22 septembre 2010 | Metalac Gornji Milanovac (D1) | 1 - 1 (4 - 2 tab) | (D2) FK Novi Sad              |
| 22 septembre 2010 | FK Teleoptik (D2)             | 2 - 1             | (D1) OFK Belgrade             |
| 22 septembre 2010 | Sinđelić Niš (D2)             | 2 - 0             | (D1) FK Čukarički             |
| 22 septembre 2010 | Mladi Radnik (D2)             | 1 - 3             | (D1) Sloboda Point Sevojno    |
| 22 septembre 2010 | Srem Jakovo (D3)              | 2 - 2 (5 - 4 tab) | (D1) Javor Ivanjica           |
| 22 septembre 2010 | Sloga Kraljevo (D3)           | 0 - 2             | (D1) Étoile rouge de Belgrade |
| 22 septembre 2010 | Sloga Petrovac (D3)           | 0 - 2             | (D1) Vojvodina Novi Sad       |
| 22 septembre 2010 | Donji Srem (D3)               | 0 - 2             | (D1) Rad Belgrade             |
| 22 septembre 2010 | Mokra Gora (D4)               | 0 - 0 (8 - 9 tab) | (D1) FK Smederevo             |
| 22 septembre 2010 | Proleter Novi Sad (D2)        | 4 - 1             | (D2) Napredak Kruševac        |
| 28 septembre 2010 | Spartak Zlatibor Voda (D1)    | 2 - 1             | (D2) FK Novi Pazar            |
| 6 octobre 2010    | Mladost Apatin (D2)           | 0 - 6             | (D1) Partizan Belgrade        |

## Huitièmes de finale
| Date            | Locaux                        | Score             | Visiteurs                     |
| --------------- | ----------------------------- | ----------------- | ----------------------------- |
| 27 octobre 2010 | FK Kolubara (D2)              | 1 - 2             | (D1) Spartak Zlatibor Voda    |
| 27 octobre 2010 | Srem Jakovo (D3)              | 2 - 2 (6 - 7 tab) | (D1) Vojvodina Novi Sad       |
| 27 octobre 2010 | Srem Sremska Mitrovica (D2)   | 0 - 2             | (D1) FK Jagodina              |
| 27 octobre 2010 | Étoile rouge de Belgrade (D1) | 4 - 0             | (D1) Borac Čačak              |
| 27 octobre 2010 | FK Smederevo (D1)             | 0 - 0 (3 - 4 tab) | (D2) FK Teleoptik             |
| 27 octobre 2010 | Sloboda Point Sevojno (D1)    | 2 - 1             | (D1) Metalac Gornji Milanovac |
| 27 octobre 2010 | Partizan Belgrade (D1)        | 3 - 0             | (D2) Proleter Novi Sad        |
| 27 octobre 2010 | Sinđelić Niš (D2)             | 0 - 0 (4 - 2 tab) | (D1) Rad Belgrade             |

## Quarts de finale
| Date             | Locaux                        | Score | Visiteurs                  |
| ---------------- | ----------------------------- | ----- | -------------------------- |
| 10 novembre 2010 | Sloboda Point Sevojno (D1)    | 3 - 2 | (D1) Spartak Zlatibor Voda |
| 10 novembre 2010 | Vojvodina Novi Sad (D1)       | 1 - 0 | (D1) FK Jagodina           |
| 10 novembre 2010 | Étoile rouge de Belgrade (D1) | 2 - 1 | (D2) FK Teleoptik          |
| 10 novembre 2010 | Sinđelić Niš (D2)             | 0 - 4 | (D1) Partizan Belgrade     |

## Demi-finales
Les matchs allers sont joués le 16 mars 2011 tandis que les matchs retour sont disputés le 6 avril 2011.
| Équipe 1                   | Score | Équipe 2                      | Aller | Retour |
| -------------------------- | ----- | ----------------------------- | ----- | ------ |
| Partizan Belgrade (D1)     | 2 - 1 | (D1) Étoile rouge de Belgrade | 2 - 0 | 0 - 1  |
| Sloboda Point Sevojno (D1) | 1 - 3 | (D1) Vojvodina Novi Sad       | 1 - 2 | 0 - 1  |

## Finale
| ·                |
| Entraîneur :     |
| Zoran Milinković |

| ·                     |
| Entraîneur :          |
| Aleksandar Stanojević |

| ·                |
| Entraîneur :     |
| Zoran Milinković |

| ·                     |
| Entraîneur :          |
| Aleksandar Stanojević |

1. ↑  À la 83e minute de la rencontre, alors que le score est de 2-1 en faveur du Partizan Belgrade, les joueurs du Vojvodina Novi Sad quittent le terrain pour protester contre l'arbitrage et refusent de jouer les dernières minutes. Le match est par la suite définitivement abandonné et le score maintenu tel quel, amenant à la victoire du Partizan[2]. Quelques jours plus tard, la fédération serbe attribue officiellement au Partizan une victoire technique sur le score de 3-0.